# Niedrigenergiehaus
Als Niedrigenergiehaus bezeichnet man einen Energiestandard für Neubauten, aber auch sanierte Altbauten, die gewisse geforderte energietechnische Anforderungsniveaus unterschreiten.
Zentrale Grundlage eines Niedrigenergiehauses ist im Allgemeinen eine energetisch effizient ausgeführte Wärmedämmung des Daches und der Außenwände. Eine ausreichende Wärmedämmung der Außenwände sowie der Fenster und der Außentüren des Gebäudes sorgen dafür, dass die aufgewendete Leistung zur Beheizung gegenüber der anliegenden Außenlufttemperatur gering ausfallen kann.

## Anforderungen an ein Niedrigenergiehaus

### Deutschland
Eine einheitliche Festlegung über den Begriff Niedrigenergiegebäude gibt es in Deutschland nicht. Im Allgemeinen wird von Niedrigenergiegebäuden gesprochen, wenn der Energieverbrauch deutlich unter den rechtlich zulässigen Werten liegt. Für Gebäude gilt in Deutschland seit November 2020 das Anforderungsniveau des Gebäudeenergiegesetzes (GEG). Das GEG begrenzt in Abhängigkeit von einem definierten Referenzhaus (Gebäude gleicher Architektur mit vorgegebenen U-Werten für alle Bauteile) den spezifischen Transmissionswärmeverlust HT' des Gebäudes und den Primärenergiebedarf.
Weiterhin wird von Seiten der Kreditanstalt für Wiederaufbau (KfW) der Begriff Effizienzhaus als ein Energiestandard für Wohngebäude geführt.
In Norddeutschland gibt es den „Niedrig-Energiehaus-Standard Schleswig-Holstein“ für den spezifische Anforderungen gelten  – hier muss der nach EnEV für das Gebäude maximal zulässige Primärenergiebedarf [Q′′p in kWh/(m²·a)] um mindestens 20 % und der maximal zulässige spezifische (auf die Hüllfläche als wärmeübertragende Gebäude-Umfassungsfläche bezogene) Transmissionswärmeverlust [H′T in W/(m²·K)] um mindestens 30 % unterschritten werden. Die Gebäude müssen mit einer definierten Be- und Entlüftung (mechanischen Be- und Entlüftungsanlage) ausgerüstet werden. Die Zertifizierung findet durch die Arbeitsgemeinschaft für zeitgemäßes Bauen e. V. (ARGE) statt.
Mit der Einführung des europaweiten Niedrigstenergiegebäudes (engl. nearly zero energy building, nZEB) verliert der Begriff zusätzlich an Bedeutung. Ein Niedrigstenergiegebäude hat nach Definition der COHERENO einen Jahresprimärenergiebedarf unter 40 kWh/(m²·a) und einen spezifischen Transmissionswärmeverlust (der Gebäudehülle) von unter 0,28 W/(m²·K). Der Niedrigstenergiestandard ist damit noch unter den Anforderungen eines Passivhauses mit einem Heizenergiebedarf von 15 kWh/(m²·a).

### Österreich: Klasse A+ und A Niedrigstenergiehaus, B Niedrigenergiehaus
Für Österreich gibt es zwei Standards, Niedrigstenergiehaus A und A+ sowie Passivhaus A++ für den – für alle Gebäude verbindlichen – Energieausweis:
| HWB in kWh/(m²·a) | Kategorie | Kategorie                        | Heizöläquivalent in l/a |
| ----------------- | --------- | -------------------------------- | ----------------------- |
| ≤ 10              | A++       | Passivhaus                       | 200–300 (a)             |
| ≤ 15              | A+        | Niedrigstenergiehaus             | 400–700 (a)             |
| ≤ 25              | A         | Niedrigstenergiehaus             | 400–700 (a)             |
| ≤ 50              | B         | Niedrigenergiehaus               | 1000–1500 (a)           |
| ≤ 100             | C         | Zielwert nach Bauvorschrift 2008 | 1500–2500 (a)           |
| ≤ 150             | D         | alte, unsanierte Gebäude         | > 3000 (a)              |
| ≤ 200             | E         | alte, unsanierte Gebäude         | > 3000 (a)              |
| ≤ 250             | F         | alte, unsanierte Gebäude         | > 3000 (a)              |
| > 250             | G         | alte, unsanierte Gebäude         | > 3000 (a)              |

### Schweiz: Passivhaus und Minergiestandard
In der Schweiz versteht man unter einem Niedrigenergiehaus ein Passivhaus, diese können zertifiziert werden nach Minergiestandard, dann wird von einem Minergiestandard des Hauses gesprochen.

### Südtirol: KlimaHaus
In Südtirol werden die Niedrigenergiehäuser in die Klassen KlimaHaus Gold, A, B oder C eingeteilt. Das Land vergibt je nach nachweislich erreichtem KlimaHaus-Standard eine Plakette. Klimahaus „A“ (Heizenergiebedarf unter 30 kWh/m²a) ist seit Januar 2017 bei Neubauten als Mindeststandard vorgeschrieben.
Für energetische Sanierungen vergibt die KlimaHausagentur die Klasse R, für Bauten, die ressourcensparend und recycelbar errichtet werden, wird zur Energieklasse der Zusatz „nature“ vergeben.

## Beispiel
Ein durchschnittliches Einfamilienhaus mit einem Flächen/Volumen-Verhältnis von 0,8 m²/m³ darf z. B. nach EnEV einen Primärenergiebedarf von max. 121 kWh/(m²·a) und ein H′T von maximal 0,49 W/(m²·K) aufweisen. Je nach gewählter Heizungsanlage ergibt sich daraus der Endenergiebedarf in Litern Heizöl oder Kubikmetern Gas.
In kWh ausgedrückt: Ein Niedrigenergiehaus hat einen Heizwärmebedarf von 40–80 kWh/(m²·a), d. h. 40 bis 80 Kilowattstunden pro Quadratmeter und pro Jahr.